# تورانی‌ها (اوستا)
تورانی‌ها (𐬙𐬏𐬌𐬭𐬌𐬌𐬀)، قوم‌نام گروهی است که در اوستا آمده است، یعنی مجموعه متون مقدس مزدیسنا. در آن متون تورانی‌ها از نزدیک با آریا یعنی ایرانیان اولیه تعامل دارند. هویت آنها نامعلوم است، اما گمان می‌رود که مردمان ایرانی‌تبار عشایر کوچ‌نشین اوراسیایی از استپ اوراسیا باشند. مانند قوم‌نام ایرانی که از ایران‌شهر گرفته شده است، اصطلاح امروزی تورانی نیز یک پسین‌سازی از نام توران است. توران و ایران هر دو به ترتیب تشکیلاتی از قومیت‌های ایرانی باستانی توریا و آریا هستند. توریا، یا انواع آن، در هیچ منبع معتبر تاریخی ذکر نشده است.
با این حال، تورانیان در افسانه‌های بعدی ایران، به ویژه در شاهنامه به عنوان دشمنان ایرانیان ظاهر می‌شوند. در قرون وسطی، مردم ترک در توران شروع به سکونت کردند و این نام بیشتر بر آنها گفته می‌شد. جنبش مدرن پان‌ناسیونالیسم، پان‌تورانیسم نیز در نهایت نام خود را از این اصطلاح گرفته است.

## در اوستا

### گاتاها
تصور می‌شود که توریاها در اوشتاوایتی گاتاها ذکر شده باشند. در آیهٔ ۴۶٫۱۲، خانواده فریای تور را از پیروان اشه و اهورامزدا نام می‌برد. این چنین تفسیر می‌شود که او و خانواده اش از مردم توریا هستند.
 همچنین به نظر می‌رسد این متن دلالت بر این دارد که شخصیت‌های برجسته دوره اولیه زرتشتی متعلق به خانواده او هستند. این برجستگی و نقش مثبت کلی تورانیان برخلاف نقش متضاد آنها در سایر بخش‌های اوستای جوان و نیز عدم حضور آریاها در گاتاها است.

### فروردین یشت
فروردین‌یشت طولانی‌ترین یشت است و به بزرگداشت فروهر، یک مفهوم منحصربه‌فرد زرتشتی، مشابه و مرتبط با مفهوم روح (urvan) اختصاص دارد.
این یشت از دو قسمت تشکیل می‌شود. در بخش اول، خود فروشی‌ها، اغلب به خاطر کمک در هنگام جنگ، مورد ستایش قرار می‌گیرند.
قسمت دوم یشت، فروشی‌های افراد متعددی مورد احترام قرار گرفته است که نقش مهمی در جامعه زرتشتیان اولیه داشتند. از چند نفر از تورانی‌ها به عنوان حامیان وفادار دین زرتشتی یاد می‌شود و Yt. 13.143 تقدیم به تمام مومنانی که در سرزمین‌های آریا و تورانی زندگی می‌کنند.

## هویت

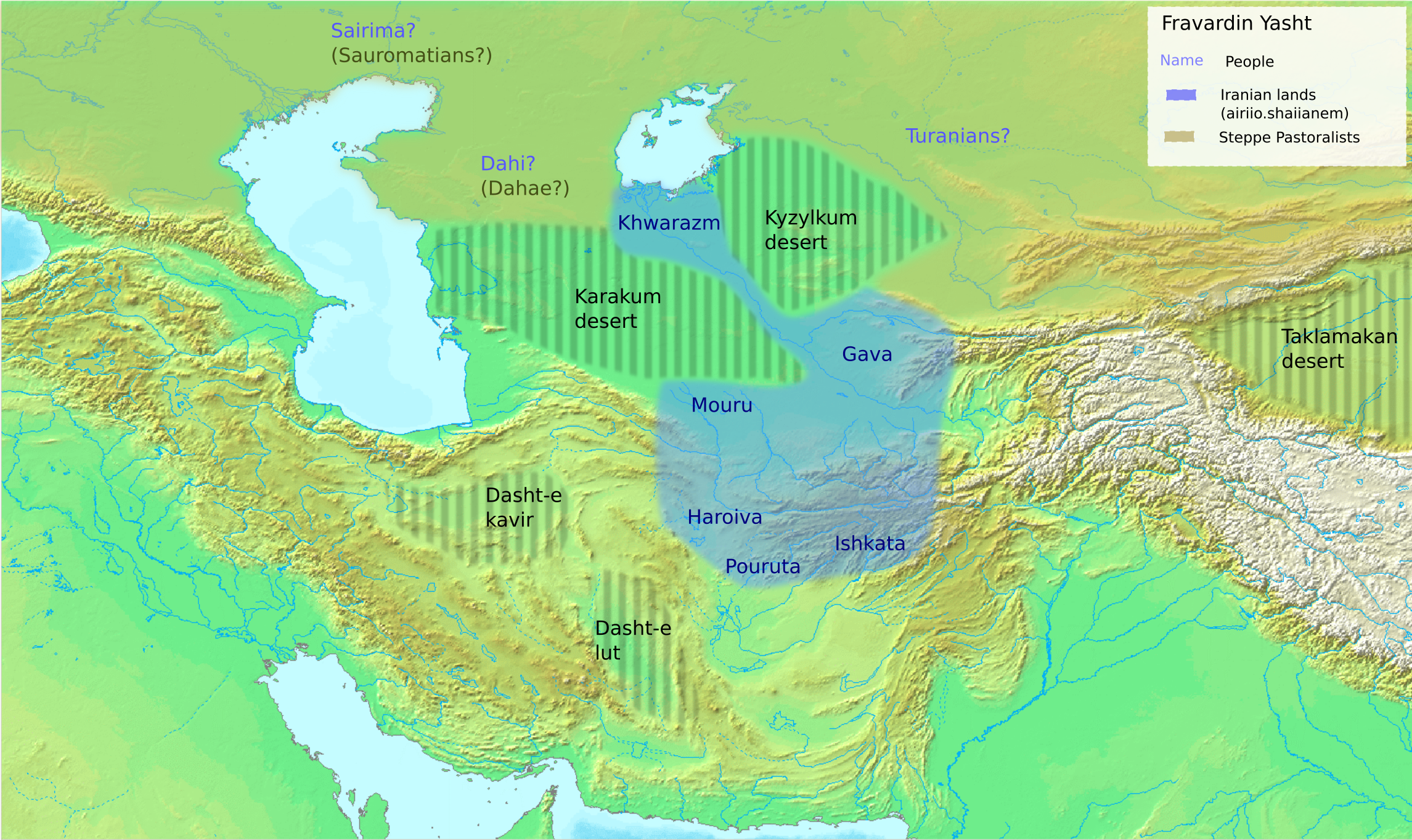
محل احتمالی اقوام ذکر شده در فروردین‌یشت؛ یعنی توران، سائریما و داهی.

تورانیان در سوابق تاریخی هزاره اول قبل از میلاد گواهی نشده‌اند. با وجود این، یک اجماع علمی وجود دارد که تورانیان مردمان ایرانی‌تبار عشایر کوچ‌نشین اوراسیایی در استپ اوراسیا در شمال ایرانیان باستان زندگی می‌کردند.
این شناسایی مبتنی بر چند دلیل است. ابتدا در دوره اوستایی منطقه توران محل سکونت عشایر استپی ایرانی بود. علاوه بر این، تعدادی از نام‌های شخصی تورانی مانند افراسیاب، آگراراتها، بیدرفش، و ارجاسپ، در اوستا آمده است. آنها توسط زبان شناسان مورد مطالعه قرار گرفته‌اند و همه آنها ایرانی هستند. همچنین داستان پادشاه اساطیری فریدون که جهان را بین سه پسر خود تور (توریا)، سلم (شاهنامه) (سایریما) و ایرج (پسر فریدون) (آریا) تقسیم کرد، به رسمیت شناختن خویشاوندی باستانی ایرانیان و تورانیان تعبیر می‌شود. در نهایت، قومیت Sairimas به سرمتی‌ها و فرهنگ سرمتی مرتبط شده است.